# Сент-Андру (Сент-Винсент и Гренадины)
Сент-Андру (англ. parish Saint Andrew) — один из шести округов (единица административно-территориального деления) государства Сент-Винсент и Гренадины, расположенный в юго-западной части острова Сент-Винсент. Административный центр — город Лею.